# Anna Netrebko
Anna Joerjevna Netrebko (Russisch: Анна Юрьевна Нетребко) (Krasnodar, Rusland, 18 september 1971) is een Russisch-Oostenrijkse operasopraan.

## Biografie
Anna Netrebko boende de vloeren van het Mariinskitheater (destijds: de Kirov-Opera) in St. Petersburg om haar zangstudie aan het Conservatorium van Sint-Petersburg te bekostigen. Haar loopbaan begon toen zij werd opgemerkt door de directeur, Valeri Gergiev, die haar mentor werd. Onder zijn leiding maakte zij haar debuut in de rol van Susanna in Le nozze di Figaro in 1994. Haar werkelijke furore begon het jaar daarop, toen het theatergezelschap een tournee maakte naar San Francisco. Haar interpretatie van Ljoedmila in Roeslan en Ljoedmila van Michail Glinka kreeg goede kritieken.
Sindsdien heeft zij tal van rollen gedaan, waaronder die van Donna Anna in Don Giovanni van Mozart, Adina in L'elisir d'amore en Lucia in Lucia di Lammermoor van Donizetti, Gilda in Rigoletto van Verdi, en gezongen in alle grote theaters in de wereld, zoals de Metropolitan Opera, het Teatro alla Scala en in de Salzburger Festspiele.
In 2005 zong zij de rol van Julia in Romeo en Julia van Charles Gounod met de tenor Rolando Villazón; in hetzelfde jaar, ook met Villazón, oogstte zij een groot succes bij publiek en critici in de rol van Violetta Valery in La traviata van Verdi op de Salzburger Festspiele.
In 2003 bracht Netrebko haar eerste studioalbum uit, Opera Arias. Het tweede album, Sempre Libera, kwam in 2004 uit. De stem van Netrebko heeft de delicaatheid en de flexibiliteit van een lichte lyrische sopraan, maar ook de vastheid en de resonantie van een lirico spinto. In de hoogte bereikt zij de hoge C.
In maart 2006 vroeg zij het Oostenrijks staatsburgerschap aan, dat haar werd toegekend op 25 juli 2006. In hetzelfde jaar verscheen het derde album van de zangeres, The Russian Album, waarop zij wordt begeleid door het orkest van het Mariinskitheater onder leiding van Valery Gergiev. In Duitsland bereikte de plaat de top 10 op de ranglijst van bestverkopende popalbums. In maart 2007 kwam Duets uit, waarop zij zingt samen met Rolando Villazón.

#### Boycot, maart 2022
In maart 2022 besloot Netrebko om voorlopig niet meer op te treden vanwege de Russische invasie van Oekraïne sinds 2022. 
Peter Gelb, de directeur van de Metropolitan Opera in New York, eiste dat Netrebko expliciet afstand zou nemen van de president Poetin maar zo ver wilde of durfde ze niet te gaan. Netrebko is voorlopig niet welkom in New York. Een rechter in New York oordeelde in maart 2023 dat de Metropolitan Opera $ 200.000 aan Netrebko moet compenseren voor alle geannuleerde uitvoeringen in het afgelopen seizoen, het lopende seizoen en het volgend seizoen. Het contract dat Netrebko met de MET had, was sluitend. In Europa is zij nog wel te horen. Zij opent het seizoen 2023-2024 van La Scala in Milaan. En ze is in 2024 welkom bij de Salzburger Festspiele.

## Discografie
- 2003 - Opera Arias (Deutsche Grammophon)
- 2004 - Sempre Libera (Deutsche Grammophon)
- 2006 - The Russian Album (Deutsche Grammophon)
- 2006 - The Mozart Album (Deutsche Grammophon)
- 2007 - Duets (met Rolando Villazón) (Deutsche Grammophon)
- 2021 - Amata Dalle Tenebre, met La Scala Orchestra en Riccardo Chailly (Deutsche Grammophon)

## Filmografie
- 2006 - Le Nozze di Figaro als Susanna, met Claus Guth, Brian Large, Nikolaus Harnoncourt & de Wiener Philharmoniker (Deutsche Grammophon & Salzburger Festspiele).
- 2014 - Eugene Onegin als Tatiana, met Mariusz Kwiecien, Valery Gergiev & de Metropolitan Opera, een productie van Deborah Warner (Deutsche Grammophon & The Metropolitan Opera Live).
- 2016 - Lohengrin als Elsa van Brabant, met Piotr Beczala, Christian Thieleman & Staatskapelle Dresden, een productie van Christine Mielitz (Deutsche Grammaphon & Semperoper Dresden)

## Privéleven
Netrebko is getrouwd met tenor Yusif Eyvazov en hebben samen een zoon. 